# 4255 Spacewatch
4255 Spacewatch eller 1986 GW är en asteroid i huvudbältet som upptäcktes den 4 april 1986 av Spacewatch vid Kitt Peak-observatoriet. Den är uppkallad efter Spacewatch projektet.
Asteroiden har en diameter på ungefär 15 kilometer och den tillhör asteroidgruppen Hilda.